# Automatic for the People
Automatic for the People è l'ottavo album in studio del gruppo rock statunitense R.E.M., pubblicato il 5 ottobre 1992.
L'album ha venduto 18 milioni di copie in tutto il mondo ed è considerato uno dei migliori dischi pubblicati negli anni novanta.

## Descrizione
Si tratta di uno dei lavori del gruppo musicale originario della Georgia che ha riscosso maggior successo commerciale.
Per la realizzazione del disco la band decide di sperimentare nuove tecniche compositive: i membri del gruppo decidono, infatti, di scambiarsi gli strumenti e Michael Stipe trova ispirazione anche da Andy Kaufman, a lui legato da un rapporto di amicizia, per ideare i testi dei brani musicali. Il risultato è un album con molte sonorità acustiche e con elementi di malinconia. In alcuni brani musicali compaiono, inoltre, degli arrangiamenti eseguiti con degli archi, curati da John Paul Jones.

## Copertina
La foto di copertina mostra un ornamento a forma di stella che faceva parte dell'insegna del Sinbad Hotel, situato al 6150 di Biscayne Boulevard (sull'angolo con la NE 62nd Street) a Miami, Florida, non molto distante dai Criteria Studios, dove è stato registrato gran parte dell'album. Il motel esiste ancora ma la stella non più, danneggiata da un uragano; rimane però il supporto inclinato dove una volta era attaccata.

## Critica
La rivista Rolling Stone l'ha inserito al 247º posto della sua lista dei 500 migliori album.

## Tracce

### Edizione originale
Tutte le canzoni sono scritte da Bill Berry, Peter Buck, Mike Mills, Michael Stipe.
1. Drive – 4:31
2. Try Not to Breathe – 3:50
3. The Sidewinder Sleeps Tonite – 4:06
4. Everybody Hurts – 5:17
5. New Orleans Instrumental No. 1 – 2:13
6. Sweetness Follows – 4:19
7. Monty Got a Raw Deal – 3:17
8. Ignoreland – 4:24
9. Star Me Kitten – 3:15
10. Man on the Moon – 5:13
11. Nightswimming – 4:16
12. Find the River – 3:50

### Edizione 25º anniversario
Nel dicembre 2017 è stata pubblicata un'edizione speciale in formato doppio CD ed una deluxe con cofanetto di 4 CD.

## Formazione
- Michael Stipe – voce
- Peter Buck – chitarra acustica, chitarra elettrica, basso, mandolino, bouzouki (traccia 7), dulcimer (traccia 2)
- Mike Mills – basso, pianoforte, tastiera, fisarmonica, cori, contrabbasso (traccia 5)
- Bill Berry – batteria, percussioni, basso, tastiera, melodica (traccia 12), cori

Altri musicisti
- Scott Litt – armonica (traccia 8), clavinet (traccia 8)
- John Paul Jones – arrangiamenti archi (tracce 1, 3-4, 11)
- George Hanson – direttore d'orchestra (tracce 1, 3-4, 11)
- Denise Berginson-Smith, Lonnie Ottzen, Patti Gouvas, Sandy Salzinger, Sou-Chun Su, Jody Taylor – violini (tracce 1, 3-4, 11)
- Kathleen Kee, Daniel Laufer, Elizabeth Proctor Murphy – violoncelli (tracce 1, 3-4, 11)
- Knox Chandler – violoncello (tracce 6-7)
- Reid Harris, Paul Murphy, Heidi Nitchie – viole (tracce 1, 3-4, 11)
- Deborah Workman – oboe (tracce 1, 3-4, 11)

## Classifiche

### Classifiche settimanali
| Classifica (1992/93) | Posizione massima |
| -------------------- | ----------------- |
| Australia            | 2                 |
| Austria              | 3                 |
| Canada               | 4                 |
| Finlandia            | 2                 |
| Francia              | 9                 |
| Germania             | 2                 |
| Italia               | 4                 |
| Norvegia             | 4                 |
| Nuova Zelanda        | 1                 |
| Paesi Bassi          | 2                 |
| Regno Unito          | 1                 |
| Spagna               | 6                 |
| Stati Uniti          | 2                 |
| Svezia               | 7                 |
| Svizzera             | 3                 |

### Classifiche di fine anno
| Classifica (1992) | Posizione |
| ----------------- | --------- |
| Italia            | 28        |
| Regno Unito       | 18        |
| Stati Uniti       | 83        |
| Classifica (1993) | Posizione |
| Australia         | 22        |
| Austria           | 11        |
| Canada            | 26        |
| Germania          | 7         |
| Nuova Zelanda     | 5         |
| Paesi Bassi       | 17        |
| Regno Unito       | 3         |
| Spagna            | 43        |
| Stati Uniti       | 27        |
| Svizzera          | 13        |
| Classifica (1994) | Posizione |
| Paesi Bassi       | 70        |